# Iunia Lepida
Iunia Lepida (* ~20; † vermutlich 65) war eine römische Adlige im 1. Jahrhundert n. Chr.
Iunia war die Tochter von Aemilia Lepida und Marcus Iunius Silanus Torquatus, die 13 n. Chr. geheiratet hatten. Über ihre Mutter war sie Urenkelin des Augustus. Sie war mit dem Juristen Gaius Cassius Longinus verheiratet. Nach dem Tod ihres Bruders Marcus Iunius Silanus, der 54 auf Betreiben von Agrippina der Jüngeren ermordet wurde, zog sie dessen Sohn Lucius Iunius Silanus Torquatus auf. Auch ihre übrigen Geschwister wurden in den folgenden Jahren ermordet.
Nach der Pisonischen Verschwörung 65 wurde ihr Mann von Nero verbannt. Ihr Neffe Lucius Iunius Silanus Torquatus wurde ebenfalls angeklagt. Um der Anklage gegen diesen mehr Gewicht zu verleihen, wurde Iunia Lepida beschuldigt, mit ihrem Brudersohn Inzest betrieben und mit ihm zusammen grauenhaften Riten gehuldigt zu haben. Über ihr weiteres Schicksal ist nichts bekannt. Als Mitwisser wurde unter anderem Lucius Calpurnius Fabatus angeklagt.